# League Cup 1960/61
Der League Cup 1960/61 war die erste Austragung des englischen League Cup.
Der Wettbewerb startete am 26. September 1960 mit der ersten Runde. Der Sieger wurde durch ein Finale mit Hin- und Rückspiel ermittelt. Diese beiden Spiele fanden am 22. August und am 5. September 1961 zwischen Rotherham United und Aston Villa statt. Aston Villa gewann den Titel mit einem Gesamtergebnis von 3:2, obwohl sie im Hinspiel in Rotherham 0:2 verloren. Zuhause im Villa Park konnte Aston Villa den Ausgleich im Gesamtergebnis in der regulären Spielzeit erzielen. Den Siegtreffer für Villa schoss Peter McParland in der 109. Minute. Damit waren The Villans die ersten Sieger des englischen Ligapokals.

## Modus
Qualifiziert für die diesjährige Austragung der League Cups waren die teilnehmenden Mannschaften der Premier League und der Football League, wobei der Arsenal FC, Sheffield Wednesday, Tottenham Hotspur, West Bromwich Albion und die Wolverhampton Wanderers auf die Teilnahme verzichteten. Die Begegnungen bis zum Viertelfinale wurden in einer Partie ausgetragen. Stand es nach 90 Minuten Unentschieden, folgte eine zweimal 15-minütige Verlängerung. Konnte danach weiterhin kein Sieger ermittelt werden, gab es ein Rückspiel bei der gegnerischen Mannschaft. Ab dem Halbfinale wurde das Turnier mit Hin- und Rückspiel ausgetragen. Stand es in Summe nach beiden Partien unentschieden, gab es ein Entscheidungsspiel.

## Erste Runde
Folgenden Mannschaften wurde ein Freilos zugelost: FC Aldershot, Aston Villa, FC Blackpool, Birmingham City, AFC Bournemouth, Bradford City, FC Brentford, Brighton & Hove Albion, Bristol City, FC Burnley, FC Bury, FC Chesterfield, Crewe Alexandra, Doncaster Rovers, FC Gillingham, Grimsby Town, Halifax Town, Huddersfield Town, Leeds United, FC Liverpool, Luton Town, Manchester City, Norwich City, Nottingham Forest, Notts County, FC Portsmouth, FC Reading, Rotherham United, Sheffield United, Shrewsbury Town, Southend United, Stoke City, AFC Sunderland, Swansea Town, Swindon Town, Tranmere Rovers, Torquay United, FC Walsall, AFC Workington, AFC Wrexham

### Spiele
| Datum              |                     | Ergebnis |                      |
| ------------------ | ------------------- | -------- | -------------------- |
| 26. September 1960 | Bristol Rovers      | 2:1      | FC Fulham            |
| 12. Oktober 1960   | Chester City        | 2:2      | Leyton Orient        |
| 10. Oktober 1960   | Colchester United   | 4:2      | Newcastle United     |
| 10. Oktober 1960   | Coventry City       | 4:2      | AFC Barrow           |
| 12. Oktober 1960   | FC Darlington       | 2:0      | Crystal Palace       |
| 12. Oktober 1960   | FC Everton          | 3:1      | Accrington Stanley   |
| 19. Oktober 1960   | Exeter City         | 1:1      | Manchester United    |
| 10. Oktober 1960   | Hull City           | 0:0      | Bolton Wanderers     |
| 11. Oktober 1960   | Ipswich Town        | 0:2      | FC Barnsley          |
| 12. Oktober 1960   | Leicester City      | 4:0      | Mansfield Town       |
| 12. Oktober 1960   | Lincoln City        | 2:2      | Bradford Park Avenue |
| 3. Oktober 1960    | FC Middlesbrough    | 3:4      | Cardiff City         |
| 10. Oktober 1960   | FC Millwall         | 1:7      | FC Chelsea           |
| 10. Oktober 1960   | AFC Newport County  | 2:2      | FC Southampton       |
| 11. Oktober 1960   | Oldham Athletic     | 2:1      | Hartlepool United    |
| 12. Oktober 1960   | Plymouth Argyle     | 2:0      | FC Southport         |
| 11. Oktober 1960   | Preston North End   | 4:1      | Peterborough United  |
| 17. Oktober 1960   | Queens Park Rangers | 2:2      | Port Vale            |
| 10. Oktober 1960   | AFC Rochdale        | 1:1      | Scunthorpe United    |
| 10. Oktober 1960   | Stockport County    | 2:0      | Carlisle United      |
| 11. Oktober 1960   | FC Watford          | 2:5      | Derby County         |
| 26. September 1960 | West Ham United     | 3:1      | Charlton Athletic    |
| 10. Oktober 1960   | York City           | 1:3      | Blackburn Rovers     |

### Wiederholungsrunde
| Datum            |                      | Ergebnis  |                     |
| ---------------- | -------------------- | --------- | ------------------- |
| 19. Oktober 1960 | Bolton Wanderers     | 5:1       | Hull City           |
| 19. Oktober 1960 | Bradford Park Avenue | 1:0       | Lincoln City        |
| 17. Oktober 1960 | Leyton Orient        | 1:0       | Chester City        |
| 26. Oktober 1960 | Manchester United    | 4:1       | Exeter City         |
| 19. Oktober 1960 | Port Vale            | 3:1 n. V. | Queens Park Rangers |
| 20. Oktober 1960 | Scunthorpe United    | 0:1       | AFC Rochdale        |
| 17. Oktober 1960 | FC Southampton       | 2:2 n. V. | Newport County      |

### 2. Wiederholungsrunde
| Datum            |                | Ergebnis |                |
| ---------------- | -------------- | -------- | -------------- |
| 17. Oktober 1960 | FC Southampton | 5:3      | Newport County |

## Zweite Runde

### Spiele
| Datum              |                      | Ergebnis |                        |
| ------------------ | -------------------- | -------- | ---------------------- |
| 10. Oktober 1960   | FC Aldershot         | 1:1      | Bristol City           |
| 12. Oktober 1960   | Aston Villa          | 4:1      | Huddersfield Town      |
| 26. Oktober 1960   | Bolton Wanderers     | 6:2      | Grimsby Town           |
| 12. Oktober 1960   | AFC Bournemouth      | 1:1      | Crewe Alexandra        |
| 31. Oktober 1960   | Bradford Park Avenue | 0:1      | Birmingham City        |
| 2. November 1960   | Bradford City        | 0:1      | Manchester United      |
| 25. Oktober 1960   | FC Brentford         | 4:3      | AFC Sunderland         |
| 11. Oktober 1960   | FC Bury              | 3:1      | Sheffield United       |
| 24. Oktober 1960   | Cardiff City         | 0:4      | FC Burnley             |
| 24. Oktober 1960   | FC Chelsea           | 4:2      | AFC Workington         |
| 31. Oktober 1960   | Colchester United    | 0:2      | FC Southampton         |
| 24. Oktober 1960   | FC Darlington        | 3:2      | West Ham United        |
| 19. Oktober 1960   | Derby County         | 3:0      | FC Barnsley            |
| 18. Oktober 1960   | Doncaster Rovers     | 3:1      | Stoke City             |
| 31. Oktober 1960   | FC Everton           | 3:1      | FC Walsall             |
| 19. Oktober 1960   | FC Gillingham        | 1:1      | Preston North End      |
| 28. September 1960 | Leeds United         | 0:0      | FC Blackpool           |
| 26. Oktober 1960   | Leicester City       | 1:2      | Rotherham United       |
| 14. November 1960  | Leyton Orient        | 0:1      | FC Chesterfield        |
| 19. Oktober 1960   | FC Liverpool         | 1:1      | Luton Town             |
| 18. Oktober 1960   | Manchester City      | 3:0      | Stockport County       |
| 18. Oktober 1960   | Northampton Town     | 1:1      | AFC Wrexham            |
| 26. Oktober 1960   | Norwich City         | 6:2      | Oldham Athletic        |
| 6. Oktober 1960    | Nottingham Forest    | 2:0      | Halifax Town           |
| 20. Oktober 1960   | Notts County         | 1:3      | Brighton & Hove Albion |
| 2. November 1960 a | Plymouth Argyle      | 1:1      | Torquay United         |
| 2. November 1960   | FC Portsmouth        | 2:0      | Coventry City          |
| 24. Oktober 1960   | Port Vale            | 0:2      | Tranmere Rovers        |
| 12. Oktober 1960   | FC Reading           | 3:5      | Bristol Rovers         |
| 25. Oktober 1960   | AFC Rochdale         | 5:2      | Southend United        |
| 18. Oktober 1960   | Swansea Town         | 1:2      | Blackburn Rovers       |
| 12. Oktober 1960   | Swindon Town         | 1:1      | Shrewsbury Town        |

### Wiederholungsrunde
| Datum            |                   | Ergebnis |                  |
| ---------------- | ----------------- | -------- | ---------------- |
| 25. Oktober 1960 | Bristol City      | 3:0      | FC Aldershot     |
| 19. Oktober 1960 | Crewe Alexandra   | 2:0      | AFC Bournemouth  |
| 25. Oktober 1960 | Preston North End | 3:0      | FC Gillingham    |
| 5. Oktober 1960  | FC Blackpool      | 1:3      | Leeds United     |
| 24. Oktober 1960 | Luton Town        | 2:5      | FC Liverpool     |
| 25. Oktober 1960 | AFC Wrexham       | 2:0      | Northampton Town |
| 7. November 1960 | Plymouth Argyle   | 2:1      | Torquay United   |
| 24. Oktober 1960 | Shrewsbury Town   | 2:2      | Swindon Town     |

### 2. Wiederholungsrunde
| Datum            |              | Ergebnis |                 |
| ---------------- | ------------ | -------- | --------------- |
| 26. Oktober 1960 | Swindon Town | 0:2      | Shrewsbury Town |

## Dritte Runde

### Spiele
| Datum             |                        | Ergebnis |                  |
| ----------------- | ---------------------- | -------- | ---------------- |
| 14. November 1960 | Birmingham City        | 0:0      | Plymouth Argyle  |
| 21. November 1960 | Blackburn Rovers       | 2:1      | AFC Rochdale     |
| 22. November 1960 | FC Brentford           | 1:1      | FC Burnley       |
| 16. November 1960 | Brighton & Hove Albion | 0:2      | AFC Wrexham      |
| 23. November 1960 | FC Chesterfield        | 0:4      | Leeds United     |
| 14. November 1960 | FC Darlington          | 1:2      | Bolton Wanderers |
| 14. November 1960 | Derby County           | 1:4      | Norwich City     |
| 16. November 1960 | Doncaster Rovers       | 0:7      | FC Chelsea       |
| 23. November 1960 | FC Everton             | 3:1      | FC Bury          |
| 16. November 1960 | FC Liverpool           | 1:2      | FC Southampton   |
| 15. November 1960 | Nottingham Forest      | 2:1      | Bristol City     |
| 21. November 1960 | FC Portsmouth          | 2:0      | Manchester City  |
| 15. November 1960 | Preston North End      | 3:3      | Aston Villa      |
| 23. November 1960 | Rotherham United       | 2:0      | Bristol Rovers   |
| 16. November 1960 | Shrewsbury Town        | 2:1      | Bradford City    |
| 16. November 1960 | Tranmere Rovers        | 2:0      | Crewe Alexandra  |

### Wiederholungsrunde
| Datum             |                 | Ergebnis |                   |
| ----------------- | --------------- | -------- | ----------------- |
| 16. November 1960 | Plymouth Argyle | 3:1      | Birmingham City   |
| 6. Dezember 1960  | FC Burnley      | 2:1      | FC Brentford      |
| 23. November 1960 | Aston Villa     | 3:1      | Preston North End |

## Vierte Runde

### Spiele
| Datum             |                  | Ergebnis |                   |
| ----------------- | ---------------- | -------- | ----------------- |
| 13. Dezember 1960 | Aston Villa      | 3:3      | Plymouth Argyle   |
| 5. Dezember 1960  | Blackburn Rovers | 1:1      | AFC Wrexham       |
| 20. Dezember 1960 | Bolton Wanderers | 0:2      | Rotherham United  |
| 10. Januar 1961   | FC Burnley       | 2:1      | Nottingham Forest |
| 14. Dezember 1960 | FC Portsmouth    | 1:0      | FC Chelsea        |
| 14. Dezember 1960 | Shrewsbury Town  | 1:0      | Norwich City      |
| 5. Dezember 1960  | FC Southampton   | 5:4      | Leeds United      |
| 21. Dezember 1960 | Tranmere Rovers  | 0:4      | FC Everton        |

### Wiederholungsrunde
| Datum             |                 | Ergebnis |                  |
| ----------------- | --------------- | -------- | ---------------- |
| 19. Dezember 1960 | Plymouth Argyle | b 0:0 b  | Aston Villa      |
| 14. Dezember 1960 | AFC Wrexham     | 3:1      | Blackburn Rovers |

### 2. Wiederholungsrunde
| Datum           |                 | Ergebnis |             |
| --------------- | --------------- | -------- | ----------- |
| 6. Februar 1961 | Plymouth Argyle | 3:5      | Aston Villa |

## Fünfte Runde
| Datum            |                  | Ergebnis |               |
| ---------------- | ---------------- | -------- | ------------- |
| 22. Februar 1961 | Aston Villa      | 3:0      | AFC Wrexham   |
| 13. Februar 1961 | Rotherham United | 3:0      | FC Portsmouth |
| 15. Februar 1961 | Shrewsbury Town  | 2:1      | FC Everton    |
| 6. Februar 1961  | FC Southampton   | 2:4      | FC Burnley    |

## Halbfinale
Ab dem Halbfinale wurden die Partien mit Hin- und Rückspiel ausgetragen.
|            | Gesamt |             | Hinspiel | Rückspiel | 3. Spiel |
| ---------- | ------ | ----------- | -------- | --------- | -------- |
| FC Burnley | 4:5    | Aston Villa | 1:1      | 2:2       | 1:2      |

Das Hinspiel in Burnley fand am 10. April 1961 statt, das Rückspiel in Birmingham fand am 26. April 1961 statt. Da beide Partien unentschieden endeten und die Auswärtstorregel noch nicht angewandt wurde, gab es ein Entscheidungsspiel. Dieses im Old Trafford in Manchester ausgetragene Spiel gewann Aston Villa mit 2:1.
|                  | Gesamt |                 | Hinspiel | Rückspiel |
| ---------------- | ------ | --------------- | -------- | --------- |
| Rotherham United | 4:3    | Shrewsbury Town | 3:2      | 1:1       |

Das Hinspiel in Rotherham fand am 21. März statt, das Rückspiel in Shrewsbury fand am 29. März statt.

## Finale

### Hinspiel
| Paarung          | Rotherham United – Aston Villa |
| Ergebnis         | 2:0 (0:0) |
| Datum            | 22. August 1961 |
| Stadion          | Millmoor, Rotherham |
| Zuschauer        | 12.226 |
| Schiedsrichter   | Ken Collinge |
| Tore             | 1:0 Kirkman (51.) 2:0 Webster (55.) |
| Rotherham United | Roy Ironside – Peter Perry, Lol Morgan, Roy Lambert, Peter Madden, Ken Waterhouse, Barry Webster, Don Weston, Ken Houghton, Alan Kirkman, Keith Bambridge Cheftrainer: Tom Johnston |
| Aston Villa      | Nigel Sims – Stan Lynn, Gordon Lee, Vic Crowe, Jimmy Dugdale, Alan Deakin, Jimmy MacEwan, Bobby Thomson, Ralph Brown, Ron Wylie, Peter McParland Cheftrainer: Joe Mercer            |

### Rückspiel
| Paarung          | Aston Villa – Rotherham United |
| Ergebnis         | 3:0 n. V. (2:0, 0:0) |
| Datum            | 5. September 1961 |
| Stadion          | Villa Park, Birmingham |
| Zuschauer        | 30.765 |
| Schiedsrichter   | C. W. Kingston |
| Tore             | 1:0 O’Neill (67.) 2:0 Burrows (69.) 3:0 McParland (109.) |
| Aston Villa      | Geoff Sidebottom – John Neal, Gordon Lee, Vic Crowe, Jimmy Dugdale, Alan Deakin, Jimmy MacEwan, Alan O’Neill, Peter McParland, Bobby Thomson, Harry Burrows Cheftrainer: Joe Mercer |
| Rotherham United | Roy Ironside – Peter Perry, Lol Morgan, Roy Lambert, Peter Madden, Ken Waterhouse, Barry Webster, Don Weston, Ken Houghton, Alan Kirkman, Keith Bambridge Cheftrainer: Tom Johnston |